# La historia de San Michele
La historia de San Michele es una obra literaria de Axel Munthe, publicada por primera vez en Londres por el editor John Murray en 1929. Fue publicada en Italia por los hermanos Treves en 1932. Ambientada en una Europa conmocionada por la Primera Guerra Mundial, y elaborada en un momento particularmente doloroso para el autor, anciano y con los ojos enfermos, esta obra captura el vínculo profundo entre Munthe y Capri, una isla que el médico verá como su lugar elegido.

## Personajes principales

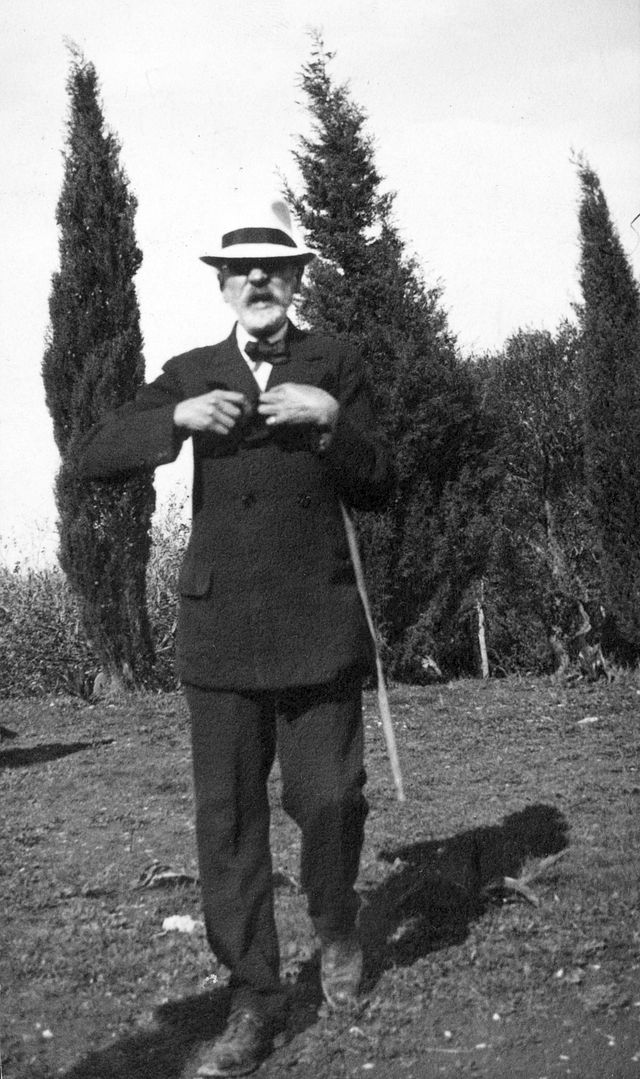
Axel Munthe

- Axel Munthe: médico, autor y protagonista sueco.

- Jean-Martin Charcot: neurólogo francés de renombre mundial, titular de la primera cátedra de neurología del instituto Salpêtrière.
- Paul Jules Tillaux: médico a quien Munthe debe la vida.
- John: niño adoptado por un corto período por Munthe.
- Madame Réquin: responsable de un "tráfico" de niños.
- Rosalie: "una especie de bonne à tout faire" (criada para todo).[1]
- Mamsell Agata: criada de la casa Munthe.
- Nostrom: médico y amigo contemporáneo de Munthe.
- Turi: líder de un campamento lapón.
- Miss Hall: doncella inglesa de Munthe durante el período romano, extremadamente leal a la familia real.

## Trama

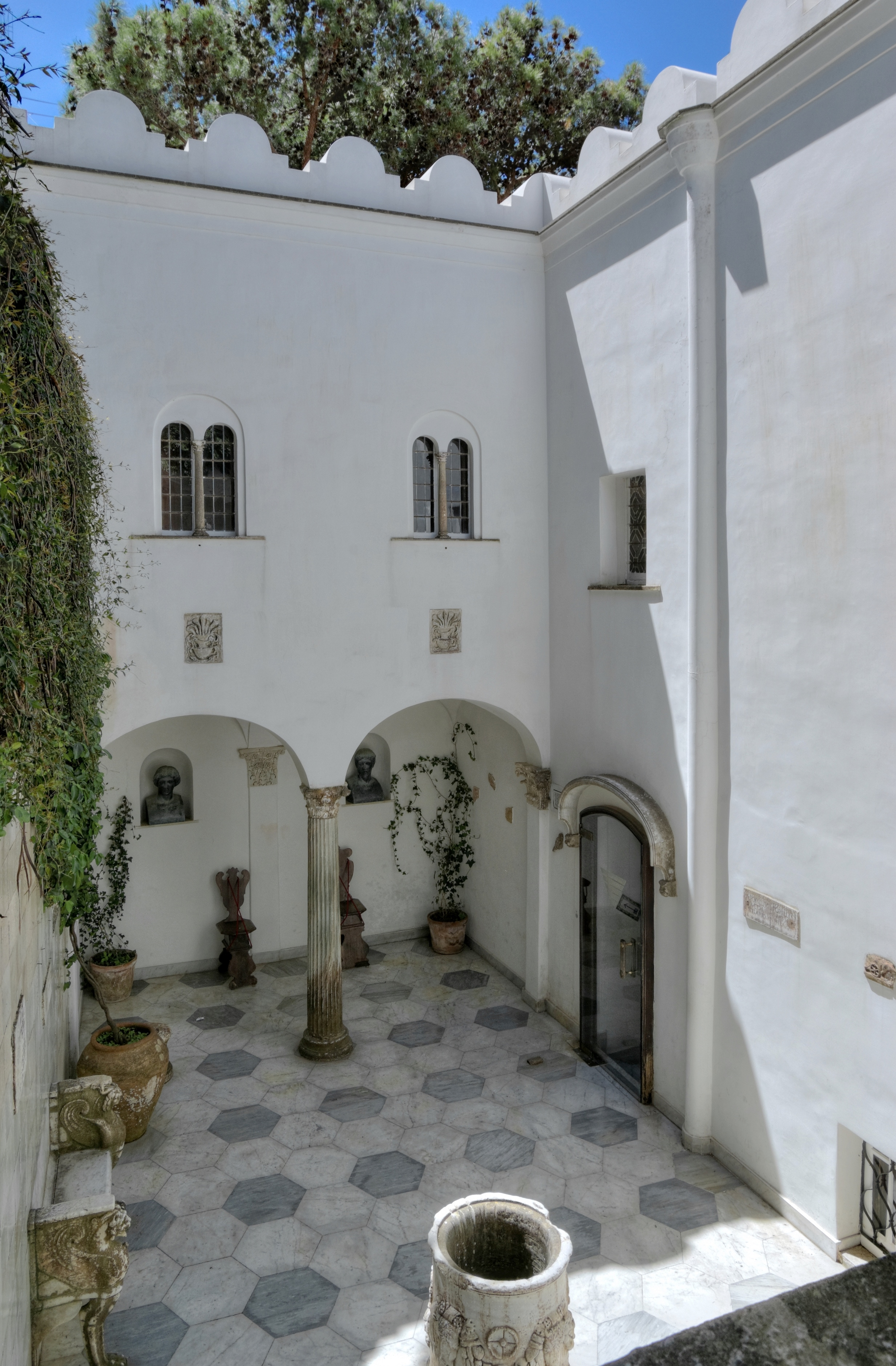
Patio de la villa San Michele

Munthe creció en Suecia. A los diecisiete años realizó un viaje en velero que incluyó una breve visita a la isla italiana de Capri, subiendo las escaleras fenicias hasta el pueblo de Anacapri. El futuro médico se vio confrontado con la realidad de la isla, completamente distinta a la parisina, o a la europea, a la que estaba acostumbrado. De hecho, se encontró tratando con personas completamente diferentes a sus conocidos habituales. En Capri cada uno tenía un papel muy específico dentro de la "comunidad", independientemente de su origen social, dictado, muy a menudo, por la tradición y la costumbre. Acompañado por una de estas personalidades, María Portalettere, Axel Munthe llegó a los restos de un palacio que perteneció al emperador romano Tiberio, flanqueado por una pequeña capilla en desuso y un viñedo propiedad del maestro Vincenzo, otro habitante de la isla. Fue entonces cuando se originó la idea de construir la Villa San Michele. Munthe quedó tan impresionado por la belleza de la isla que incluso percibió su espíritu, representado alegóricamente por una figura "envuelta en en un rico manto", con la que hizo un "pacto espiritual", según el cual se convertiría en el legítimo propietario del terreno donde construir la villa sólo a condición de renunciar a "la ambición de hacerse un nombre en su profesión".
La Historia de San Michele tiene 32 capítulos y consiste en una serie de viñetas superpuestas, aproximadamente pero no completamente en orden cronológico. Contiene reminiscencias de muchos períodos de su vida. Se relacionó con varias celebridades de su época, entre ellas Jean-Martin Charcot, Louis Pasteur, Henry James y Guy de Maupassant, todos los cuales figuran en el libro. También se conectó con las personas más pobres, incluidos los inmigrantes italianos en París y las víctimas de la peste en Nápoles, así como con la población rural, como los residentes de Capri y los lapones nórdicos. Era un amante de los animales, y estos ocupan un lugar destacado en varias historias.

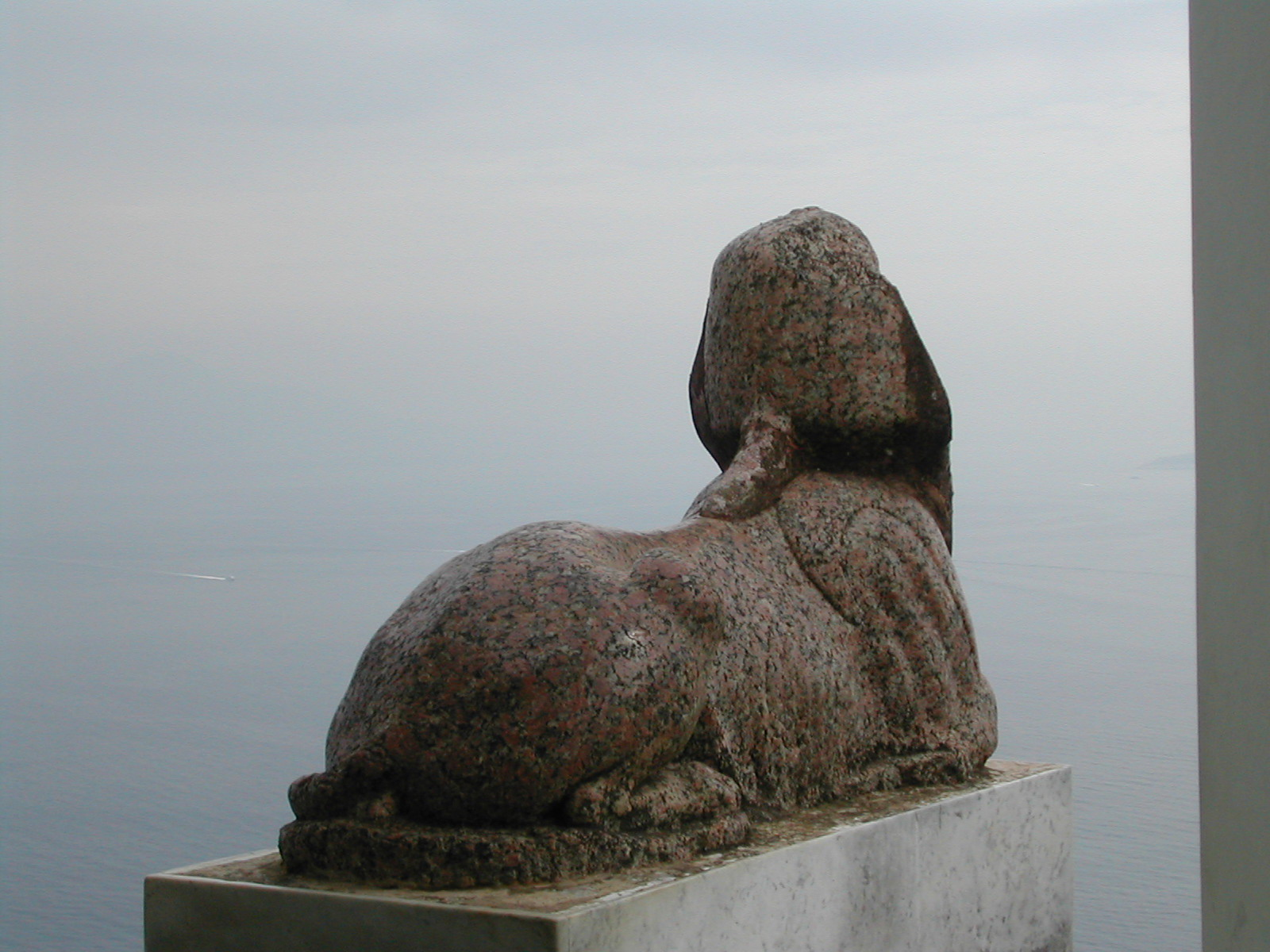
La esfinge frente a la villa San Michele

Las narraciones cubren una amplia gama de facetas en lo que se refiere a su veracidad. Tienen lugar varias discusiones con animales y seres sobrenaturales, y el capítulo final en realidad tiene lugar después de la muerte de Munthe e incluye sus discusiones con San Pedro a las puertas del cielo. En ningún momento Munthe parece tomarse a sí mismo particularmente en serio, pero algunas de las cosas que analiza sí lo son, como sus descripciones de la investigación sobre la rabia en París, incluida la eutanasia de pacientes humanos, y un intento de suicidio por parte de un hombre convencido de que había sido expuesto a la enfermedad.
Varias de las figuras más destacadas de la vida de Munthe no se mencionan en la Historia de San Michele. Sus esposas e hijos no figuran allí, e incluso se describe a sí mismo como "un hombre soltero" en el último capítulo, cuando llevaba casado unos 20 años. Se menciona muy poco de su estancia en Inglaterra, aunque se casó con una mujer británica, sus hijos se criaron en gran parte en Inglaterra y él mismo se convirtió en ciudadano británico durante la Primera Guerra Mundial. Sus décadas de servicio como médico personal y confidente de la Reina de Suecia se mencionan sólo en los términos más indirectos; en un momento, nombrándola sólo como "la que debe ser madre de toda una nación", menciona que regularmente lleva flores a la tumba de uno de sus perros enterrados en Villa San Michele, en otro momento, uno de sus sirvientes sale a pasear a sus perros y se encuentra con la reina, quien menciona haberle dado el perro a Munthe. Su trabajo con un cuerpo de ambulancias francés durante la Primera Guerra Mundial se menciona sólo brevemente, en relación con el uso de anestesia hipnótica cuando no se disponía de anestésicos químicos: los soldados heridos de muerte a menudo morían con "una sonrisa en los labios, con mi mano en la frente."
Bengt Jangfeldt y Thomas Steinfeld, quienes publicaron cada uno una biografía de Munthe en 2003 y 2007 respectivamente, compararon los hechos de la vida de Munthe con los recuerdos dibujados en la Historia de San Michele y encontraron numerosas diferencias. En consecuencia, Steinfeld subtituló la biografía El arte de dar sentido a la vida. En resumen escribió: 

De hecho, leída como una autobiografía, esta obra sólo admite un escrutinio histórico en unos pocos lugares. […] [Munthe] no es un impostor, pero tiene una gran reputación, no es un fraude, pero hace trampa. Es un deslumbrador y un ciego al mismo tiempo [...] Y desplaza las cronologías, añade y omite y dispone siempre las circunstancias de tal manera que la luz de los faros recaiga sobre él.

Munthe publicó algunas otras reminiscencias y ensayos a lo largo de su vida, y algunos de ellos fueron incorporados a La historia de San Michele, que eclipsa enormemente todos sus demás escritos tanto en extensión como en popularidad.
El libro tuvo un inmenso éxito en todo el mundo. En 1930, sólo de la versión en inglés se habían publicado doce ediciones, y Munthe añadió un segundo prefacio. En 1936 se escribió un tercer prefacio para una edición ilustrada.

## Antecedentes

### Período francés
Impulsado por el deseo cada vez más ardiente de mantener el "pacto" acordado, Munthe regresó a París para completar sus estudios, al final de los cuales ya había acumulado una cantidad considerable de reflexiones sobre su "enemigo implacable": la Muerte. Una vez graduado, comenzó a ejercer su profesión en la Avenue de Villeries, donde tuvo acceso a un tipo de clientela representada sobre todo por mujeres "neuróticas" que no siempre padecían una enfermedad "real", sino un deseo incontrolable de lograr atención, resultante de las más variadas enfermedades. El diagnóstico más "utilizado" fue el de colitis, una enfermedad poco conocida en la época, que le permitió tratar a estos individuos sin disminuir su estado de ánimo, e influir en su estilo de vida hasta el punto de hacerlos sentir regenerados, y por tanto "curados" de su enfermedad "imaginaria". Tales fueron los resultados de esta estrategia, que Munthe tuvo cada vez más éxito, logrando acceder a los estratos cada vez más altos de la sociedad parisina, con quienes mantuvo a veces incluso relaciones personales. Sin embargo, las fuertes cualidades humanistas del médico hicieron que nunca perdiera su propensión a dedicarse a los sectores más humildes de la sociedad, o incluso a animales, como los perros, a los que definió como "incapaces de disimular, engañar y mentir, como son incapaces de hablar", refinando cada vez más su capacidad para comprender el alma y la psique humana. Precisamente por su fuerte dedicación hacia las personas en dificultad, el médico se vio obligado a afrontar una de las experiencias que más le quedaron grabadas en la memoria: la epidemia de difteria que afectó a los niños del barrio de Montparnasse.

### El cólera en Nápoles
Tras una breve experiencia en Laponia, en la que el autor se vio catapultado a una sociedad aun más distinta a la que estaba acostumbrado, donde la relación entre el hombre y la naturaleza adquiría por momentos características místicas, Munthe aterrizó en Nápoles, accediendo a otra experiencia que marcaría el resto de su vida: la epidemia de cólera que estalló en el verano de 1884. Durante este período, de hecho, el médico se vio inmerso en la desastrosa realidad de una ciudad completamente a merced de esta enfermedad. La situación fue tan trágica que el autor la describió con estas palabras:

No había tiempo que perder, había decenas de ellos en cada callejón, las órdenes eran estrictas, todos debían ser enterrados al anochecer. Cuando la epidemia alcanzó su máximo desarrollo, ya no tuve motivos para quejarme de que su agonía fuera tan larga. Pronto comenzaron a caer en la calle como electrocutados, sólo para ser recogidos por la policía y transportados al hospital de cólera para morir allí unas horas después.
Axel Munthe, "La storia di San Michele", pag. 143

Precisamente después de una experiencia de tan fuerte impacto, el autor profundizó definitivamente su conocimiento de la muerte y de su continua e incansable lucha con la vida, gestionada por una "ley inmutable del equilibrio", que garantiza una "infinita atracción entre las partes". 

### Relaciones con la sociedad,Salpêtrièrey regreso a Capri

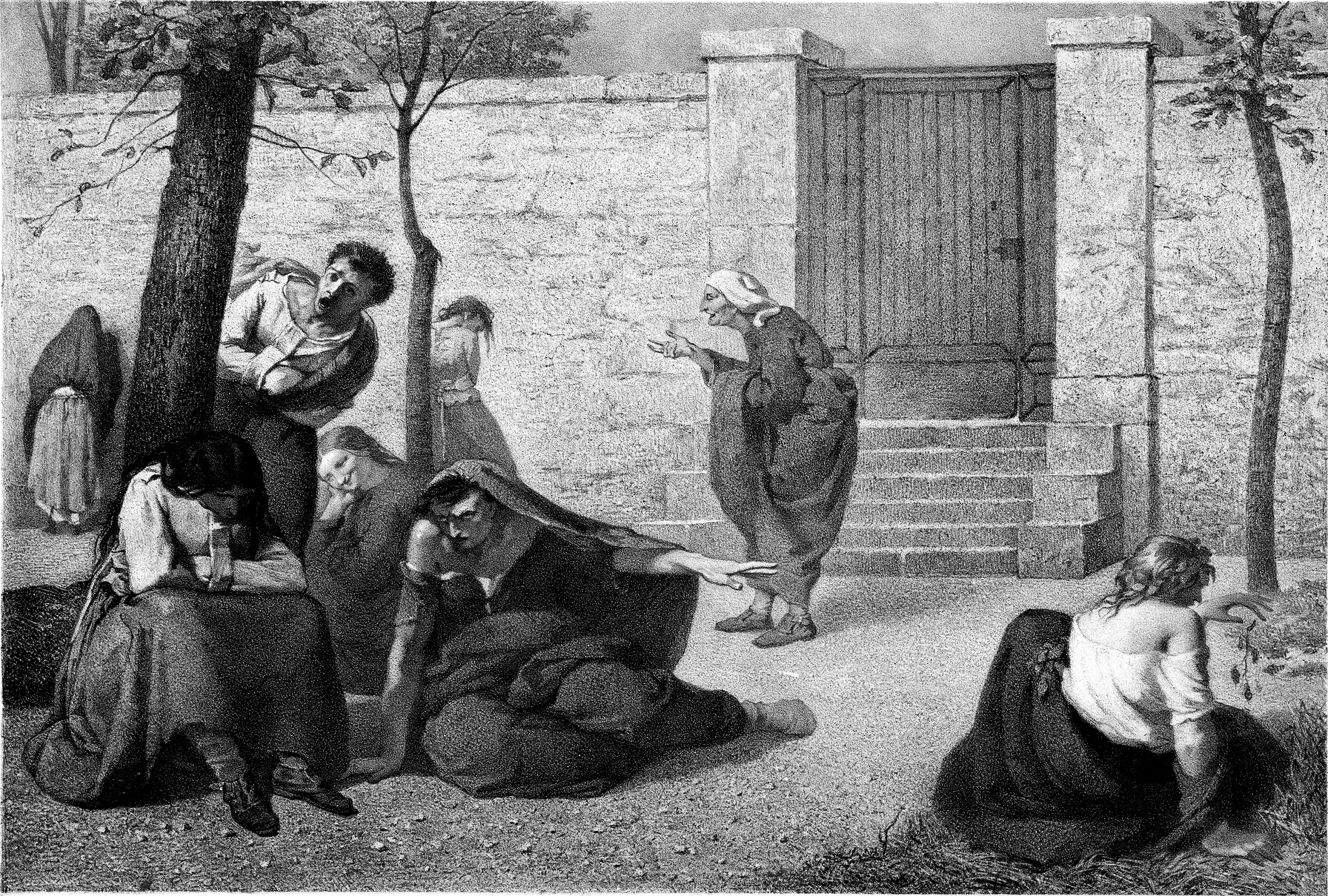
Cuadro de Gautier que representa la Salpêtrière

De regreso a París, Axel Munthe retomó el ejercicio de su profesión, lo que le llevó a realizar sus primeros trabajos de embalsamamiento, con el consiguiente transporte a Suecia, del cuerpo de un joven de dieciocho años, fallecido después del invierno. en un avanzado estado de etisia; y relacionarse nuevamente con exponentes de la clase destacada de la sociedad parisina. Significativo, en particular, fue el episodio del vizconde Murice, con quien incluso tuvo un tiroteo, que el médico ganó gracias a un puro reflejo. Después de un breve interludio sueco, durante el cual el autor improvisó como actor y director de un grupo de teatro para ayudar a un amigo, se vio obligado a gestionar las relaciones con sus colegas de entonces, hacia los que alternativamente sentía sentimientos encontrados. El respeto y la admiración prevalecieron, por ejemplo, en el caso de Charcot, a quien debía parte de su preparación, y del profesor Tillaux, a quien incluso le debía la vida; prevalecía en cambio el desprecio y el desapego profesional hacia uno de sus colegas que, más bien, interesado por las implicaciones económicas de su profesión, lo había llamado para una consulta sobre un caso de nacimiento, que se había complicado debido a su negligencia, y su asistente, Madame Réquin, gerente de un "comercio" de niños nacidos de "embarazos no deseados". Llevado por su gran sensibilidad, Munthe decidió llevarse consigo a uno de estos niños, John, logrando darle, con la ayuda de uno de sus pacientes, una nueva posibilidad de felicidad, irremediablemente destruida por la muerte prematura del niño debido a a una enfermedad.
Un importante punto de inflexión en la vida del autor se produjo con el inicio de su experiencia laboral en la Salpêtrière, junto a Charcot. Aquí, de hecho, tuvo la oportunidad de profundizar considerablemente su experiencia en casos clínicos relacionados con enfermedades neurológicas y su posible curación mediante la práctica de sesiones hipnóticas. Sin embargo, después de haber presenciado numerosas manifestaciones y realizado diversos controles, Munthe se percató de las posibles implicaciones negativas de este tipo de terapia y decidió intentar sacar a una paciente de la clínica, creyendo que su regreso a casa sería más saludable. Descubierto en este intento, fue retirado de la clínica por orden del propio Charcot, hecho que se asoció con el inicio de una fase particularmente oscura en la vida del autor. Afectado, de hecho, por importantes problemas de insomnio, las actividades relacionadas con el ámbito profesional, así como el personal, comenzaron a constituir un problema cada vez mayor para Munthe, llevándolo gradualmente a tomar conciencia de la necesidad de abandonar París y de regresar a Capri, cosa que hizo a pesar de los intentos de persuasión de sus amigos. De regreso a Capri en 1887, Munthe inició, lleno de expectativas, la construcción de la villa San Michele, ayudado por el maestro Nicola y sus tres hijos. Pronto los efectos benéficos de la isla comenzaron a influenciarlo, y desde la primera noche recuperó el sueño y la lucidez, dedicándose a la realización de su proyecto. La villa, como profetizaba el pacto hecho con el espíritu del lugar, pareció construirse casi por sí sola. Munthe escribió:

Nunca se consultó a ningún arquitecto, nunca se hicieron dibujos o planos precisos, nunca se tomaron medidas exactas. Todo se hizo con los ojos cerrados como dijo el maestro Nicola.
Axel Munthe, "La storia di San Michele", pag. 287

Los trabajos continuaron rápidamente siguiendo las indicaciones del médico, a veces banalmente orales, otras veces bocetos de dibujos planimétricos desarrollados sobre las paredes ya erigidas, hasta que el autor recibió la visita de un amigo suyo: el barón Bildt, ministro sueco, que confrontó a Munthe con la necesidad de ganar dinero para continuar con los trabajos de construcción. Para satisfacer esta necesidad, Axel Munthe, siguiendo el consejo del propio barón, decidió ir a Roma y comenzar allí de nuevo a ejercer su profesión, hasta alcanzar la disponibilidad económica necesaria para continuar el trabajo.

### Período romano
En Roma, el autor pronto logró notable éxito entre sus pacientes, llegando, casi de la noche a la mañana, a ser considerado uno de los médicos más exitosos del lugar. Sin embargo, los problemas contra los que tuvo que luchar en Francia se repitieron en Italia, donde tuvo que enfrentarse una vez más a la sociedad local y, en particular, a sus nuevos colegas, en muchos casos envidiosos de su éxito incontenible, frente a los cuales, en la mayoría de los casos, como sucedió en París, sintió un fuerte sentimiento de antipatía y desapego profesional. Pese a ello, fue precisamente gracias a algunos de ellos, de hecho, que Munthe adquirió cada vez mayor experiencia, como en los casos del Dr. Ehrhardt y otro de sus colegas cuyo nombre Munthe no menciona, con quien compartió experiencias de trabajo y aprendizaje, un enriquecimiento espiritual de notable importancia, o en el caso del doctor Campbell, de quien recibió como regalo su mono Billy, que le seguiría en su posterior regreso a Capri. Sus colegas, sin embargo, no fueron los únicos exponentes de la sociedad romana con los que Axel Munthe tuvo que tratar. Fundamentales, sobre todo desde el punto de vista humano, fueron las relaciones con una orden de monjas, las Hermanitas de los Pobres, gracias a las cuales el médico consiguió mantener vivos sus contactos incluso con la parte menos rica de la sociedad romana. Además, siempre guiado por su alma caritativa, se dirigió a Messina, ciudad golpeada el 28 de diciembre de 1908 por el famoso terremoto de Messina, catástrofe que destruyó completamente el lugar:

Casi todas las noches se producían temblores, seguidos del estruendo de las casas que se derrumbaban y renovados gritos de terror en las calles.
Axel Munthe, "La storia di San Michele", pag. 344

Aquí el autor vivió experiencias que lo llevaron a sufrir hambre y a enfrentarse nuevamente a la muerte, aunque de otra manera. Sin embargo, desde el punto de vista profesional fueron útiles las relaciones del médico con la familia real británica, posibles gracias a una de sus nuevas colaboradoras, Miss Hall, una personalidad que encarna el estereotipo perfecto de la mujer inglesa, gracias a la cual Axel Munthe finalmente logró conseguir el dinero necesario para la construcción de Villa San Michele.

### Período en Capri

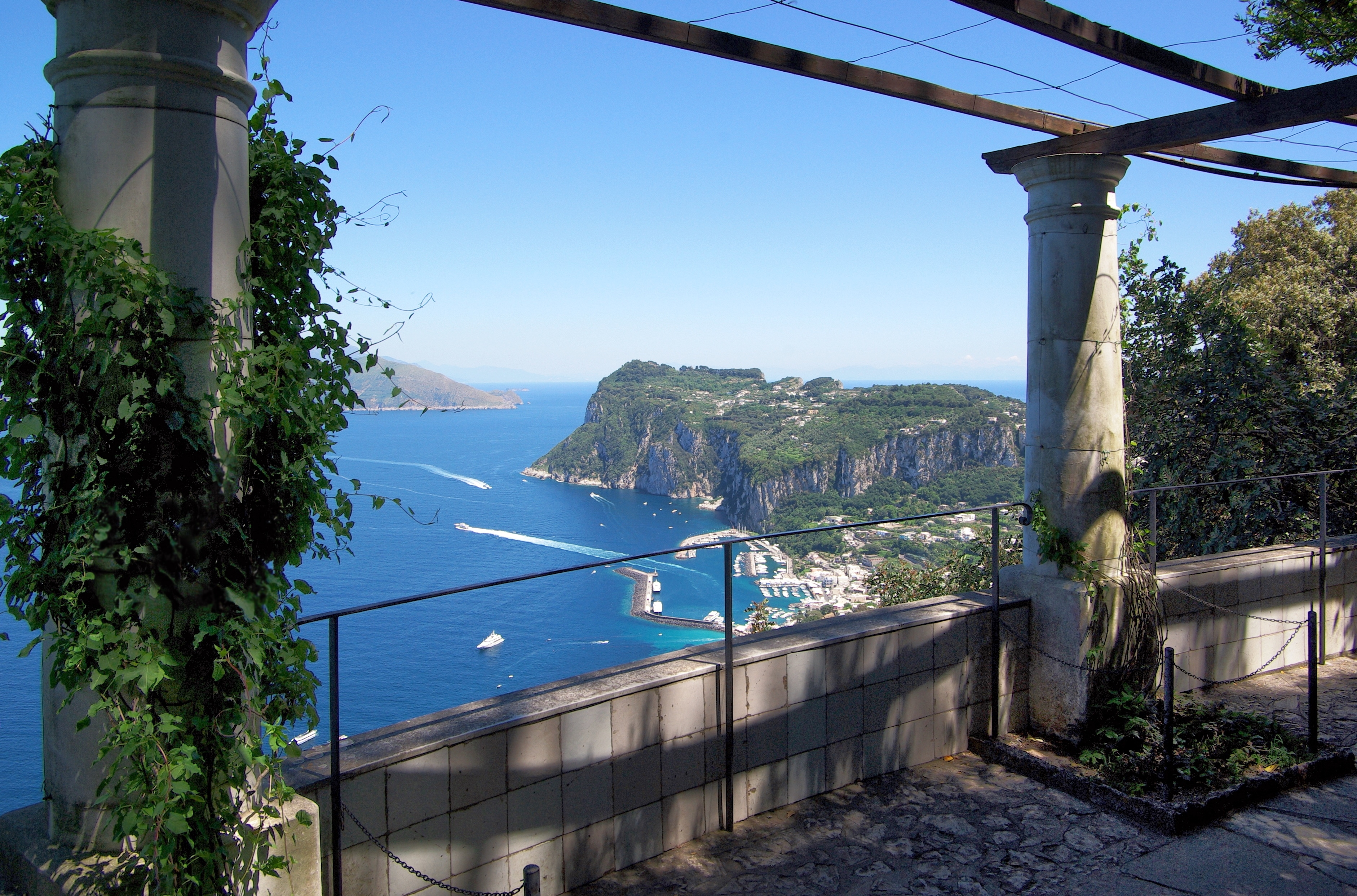
Vista del puerto de Capri desde la pequeña plaza de la villa San Michele

Al regresar a Capri, Munthe reanudó las obras de construcción de su villa, logrando superar todas las dificultades y finalmente completarla. Comenzó así una etapa que definió como "la más bella de su vida", durante la cual pudo apreciar las bellezas naturales y culturales de la isla, empezando por sus lugares encantadores como la cueva azul, y continuando con sus tradiciones, como la fiesta de San Antonio.

### En la torre
El período de Capri terminó de forma dramática, ya que Munthe, ciego de un ojo, se vio obligado a retirarse a Suecia, donde, en una antigua torre, "terminó", obviamente metafóricamente, su vida, logrando sin embargo reconciliarse con su eterno rival, la muerte, reconociéndola como una simple "Ley de la Naturaleza", completamente desconectada del papel de castigador, e incluso aceptada como una compañera que "le ayudaba a entrar en su último sueño".

## Recepción
Aunque esta obra de Axel Munthe siempre ha constituido un gran dilema para la crítica, por ser difícil de catalogar, la opinión pública siempre ha estado dividida en dos facciones opuestas a la hora de emitir juicios sobre ella, reflexionando así sobre los mutuos sentimientos divergentes hacia su autor. Pese a ello, el libroa ha alcanzado gran popularidad, hasta el punto de ser definido como "el libro más vendido junto con la Biblia y el Corán". El creciente flujo de visitantes que querían ver la casa de Munthe en Anacapri llevó a que se convirtiera en museo en la década de 1950. Antonio Brighetti llegó a afirmar que esta obra es "la más deslumbrante de la literatura moderna", y que en ella se puede percibir toda la grandeza humana que el autor era capaz de transmitir "un grandioso sentimiento de tristeza" y de piedad, por todo y por todos, incluso por los malvados, incluso por los impíos, que sólo puede brotar del corazón de un médico”.Por el contrario, el editor Kurt Wolff rechazó el manuscrito porque lo encontró “incomprensiblemente banal, vanidoso y vergonzoso”, y el libro atrajo un gran número de parodias después de su publicación.